# Verband Hannoverscher Ballspiel-Vereine
Der Verband Hannoverscher Ballspielvereine (VHBV) war ein lokaler Fußballverband in Hannover. Der VHBV wurde am 1. Juli 1903 durch die sieben Vereine ARBV Hannover, Hannoverscher FC 96, FC Eintracht 1898 Hannover, FV Hannovera 1898 Hannover, FV Germania 1902 Hannover, Hannoverscher SC 1902 und SV Niedersachsen 1903 Hannover gegründet.

## Geschichte
Der Fußball hatte es in den ersten Jahren schwer in Hannover Fuß zu fassen und Interesse auszulösen, da Rugby sich in wenigen Jahren (in meist Fußballclubs genannten Vereinen) zur dominierenden Sportart entwickelt hatte. Dadurch bedingt wuchs die Anzahl der Mitgliedsvereine in den nächsten Jahren auch nur sehr langsam. Nachdem die Gründung des Verbandes Braunschweig-Hannoverscher Ballspielvereine gescheitert war, wurden die dort ausgearbeiteten Satzungen, nach verschiedenen Änderungen, als Grundlage für den VHBV übernommen.
Die erste Meisterschaft wurde in der Saison 1903/04 in vier Spielklassen ausgetragen. Meister der höchsten Klasse wurde der ARBV 1898 Hannover, der dann auch an der Endrunde um die deutsche Meisterschaft teilnahm, sich aber danach dauerhaft vom Spielbetrieb zurückzog.
Am 30. Januar 1904 wurde der Verband Hannoverscher Ballspielvereine in den Deutschen Fußball-Bund aufgenommen, am 14. Juni 1906 löste er sich auf und bildete fortan den Bezirk VII Hannover des Norddeutschen Fußball-Verbandes.

## Meister des Verbandes Hannoverscher Ballspiel-Vereine
- Saison 1903/04:
  - A-Klasse: ARBV 1898 Hannover
  - B-Klasse: SV Mercur Hannover
  - C-Klasse: Döhrener FC Schwalbe
  - D-Klasse: SV Elite Hannover II

- Saison 1904/05:
  - 1. Klasse: FC Hannover 96
  - 2. Klasse: Hannoverscher SC 1902
  - 3. Klasse: FC Hannover 96 III

- Saison 1905/06:
  - 1. Klasse: FC Hannover 96
  - 2. Klasse: unbekannt
  - 3. Klasse: FC Hannover 96 III